# Publio Giulio Scapola Tertullo Prisco
Publio Giulio Scapola Tertullo Prisco (in latino Publius Iulius Scapula Tertullus Priscus; fl. 195) è stato un console dell'Impero romano.
Fu console ordinario nel 195 sotto l'imperatore Settimio Severo. Un Publio Giulio Scapola Prisco era stato inoltre console suffectus nel 192 sotto l'imperatore Commodo.
Fu in seguito probabilmente governatore della provincia di Dalmazia sotto gli augusti Severo e Caracalla (dopo il 198)
Scapola è uno dei due possibili destinatari della lettera di Tertulliano, Ad Scapulam, indirizzata nel 212-213 ad un proconsole della provincia d'Africa chiamato, appunto, Scapola; l'altra possibilità è che la lettera fosse indirizzata al cugino, Gaio Giulio (Scapola) Lepido Tertullo, che era stato anch'egli console suffetto nel 196 o 197.